# Clocher de tourmente du mas de Truc
Le clocher de tourmente du mas de Truc est un clocher de tourmente situé dans le hameau du mas de Truc, sur la commune de Borne et au pied du massif du Tanargue, dans le département de l'Ardèche.

## Sources et références
1. ↑  « Clocher de tourmente du mas de Truc », Sithere.fr, 2012 (consulté le 22 juillet 2013)